# Nävertjärnen, Hälsingland
Nävertjärnen är en sjö i Ljusdals kommun i Hälsingland och ingår i Ljusnans huvudavrinningsområde.